# Oliarus jubana
Oliarus jubana är en insektsart som beskrevs av Van Stalle 1987. Oliarus jubana ingår i släktet Oliarus och familjen kilstritar. Inga underarter finns listade i Catalogue of Life.